# Gilmoreosaurus atavus
 Gilmoreosaurus atavus es una especie dudosa del género extinto Gilmoreosaurus (“lagarto de Gilmore”) de dinosaurio ornitópodo hadrosauroide que vivió a mediados del período Cretácico en el Aptiense, hace aproximadamente 120 millones de años en lo que es hoy Asia. Se describió en 1995 por Nessov de la formación Khodzhakul de Uzbekistán, datada hace 120 millones de años.